# Nitrica
Nitrica es un municipio del distrito de Prievidza en la región de Trenčín, Eslovaquia, con una población estimada a final del año 2024 de 1151 habitantes.
Se encuentra ubicado al este de la región, cerca del río Nitra (cuenca hidrográfica del Danubio) y de la frontera con las regiones de Banská Bystrica y Žilina.

## Demografía
| Año        | 1994 | 2004    | 2014    | 2024    |
| ---------- | ---- | ------- | ------- | ------- |
| Población  | 1219 | 1260    | 1223    | 1151    |
| Diferencia |      | +3,36 % | −2,93 % | −5,88 % |

| Año        | 2023 | 2024    |
| ---------- | ---- | ------- |
| Población  | 1166 | 1151    |
| Diferencia |      | −1,28 % |